# Harold Mayne-Nicholls
Harold Mayne-Nicholls, född 27 juli 1961, är en chilensk journalist och f.d ordförande för ANFP (Asociacion Nacional de Fútbol Profesional) och FFCh (Fútbol Federación de Chile).
Mayne-Nicholls tillträdde som ordförande 2006 då den tidigare ordföranden Reinaldo Sánchez fick gå.